# لورانس ريتشاردسون جونيور
لورانس ريتشاردسون جونيور (بالإنجليزية: Lawrence Richardson, Jr.)‏ هو أستاذ جامعي ومؤرخ أمريكي، ولد في 2 ديسمبر 1920 في ألتونا في الولايات المتحدة، وتوفي في 21 يوليو 2013 في درم في الولايات المتحدة.